# Didn't Wanna Do It
Didn't Wanna Do It è un singolo della cantante russa Julia Volkova, pubblicato il 21 agosto 2012.

## Descrizione
Il brano è stato scritto da Julia Volkova, Saeed Molavi, Nadir Benkahla e dal produttore nominato ai Grammy Taj Jackson, con la produzione di Saeed Molavi & Nadir Benkahla (conosciuti come i The Euroz).
Musicalmente, è una canzone dance-pop che presenta elementi di house ed europop. Il testo omoerotico della canzone è un resoconto in prima persona dell'incontro sessuale della cantante con un'altra donna e dei sentimenti ambivalenti che l'esperienza ha evocato. La bisessualità è un tema frequente nei lavori di Volkova già ai tempi in cui faceva parte del duo t.A.T.u.. L'artwork che accompagna il singolo ha causato critiche e controversie tra i fan.
La versione russa del brano si intitola Davaj zakrutim zemlju (in russo Давай закрутим землю?).

## Accoglienza
Didn't Wanna Do It ha ricevuto recensioni positive e miste da parte della critica, in quanto la maggior parte ha apprezzato la produzione e lo stile orientato al sesso della canzone, ma alcuni hanno ritenuto che la composizione mancasse di originalità. Il brano si distacca dal sound tipico che caratterizzava il duo t.A.T.u., di cui Julia faceva parte prima di intraprendere la carriera solista.

## Video musicale
Il videoclip, presentato in anteprima sul portale MuuMuse il 31 luglio 2012, è stato diretto da Hindrek Maasik e girato a Cuba. La clip inizia con una donna che sorprende il suo ragazzo tradirla con la madre di lei. Ella dunque scappa e, dopo aver scorto un volantino per strada, trova conforto in un numero (69) a cui potersi rivolgere per problemi d'amore e di sesso. Da qui compare la cantante, che insegna alla donna alcuni passi di danza erotica dopo averla portata a casa sua per provare alcuni vestiti. Il video si sposta poi in un club notturno sulla spiaggia, dove le due donne si divertono nella mischia che balla disinibita.
Una versione non censurata della clip è stata pubblicata sul sito web dell'artista e sul suo canale YouTube il 31 luglio 2012, con all'interno nudità e scene di sesso. Il giorno successivo è stata caricata anche la clip censurata.
Il video è uguale per la versione russa del brano, con qualche leggera modifica dovuta al diverso lip sync. Questa versione è stata pubblicata sul popolare canale russo ELLO il 31 luglio 2012. Il 10 settembre seguente è stata caricata anche la versione censurata.

## Tracce
Versione esplicita
1. Didn't Wanna Do It (Explicit) – 3:44
2. Davaj zakrutim zemlju (Explicit) – 3:45

Versione ripulita
1. Didn't Wanna Do It (Clean) – 3:44

## Date di pubblicazione
| Paese   | Data             | Formato           | Etichetta     |
| ------- | ---------------- | ----------------- | ------------- |
| Mondo   | 31 luglio 2012   | Video musicale    | JV Production |
| Mondo   | 21 agosto 2012   | Download digitale | JV Production |
| Russia  | 21 agosto 2012   | Airplay           | JV Production |
| Polonia | 7 settembre 2012 | Airplay           | JV Production |